# 帕特·麦科马克
帕特·麦科马克（英語：Pat McCormack，1995年6月8日—），英国男子拳击运动员。他曾代表英国参加2016年和2020年夏季奥林匹克运动会拳击比赛，其中2020年奥运会获得一枚银牌。